# Safiabad (Khouzistan)
Pour les articles homonymes, voir Safiabad.
Safiabad (persan : صفي آباد, également romanisé en Şafīābād et connu sous de Şafī Khānī) est une ville dans la province du Khouzistan, en Iran. Lors du recensement de 2006, sa population était 8,054 habitants, répartis dans 1,893 familles.